# René Schiering

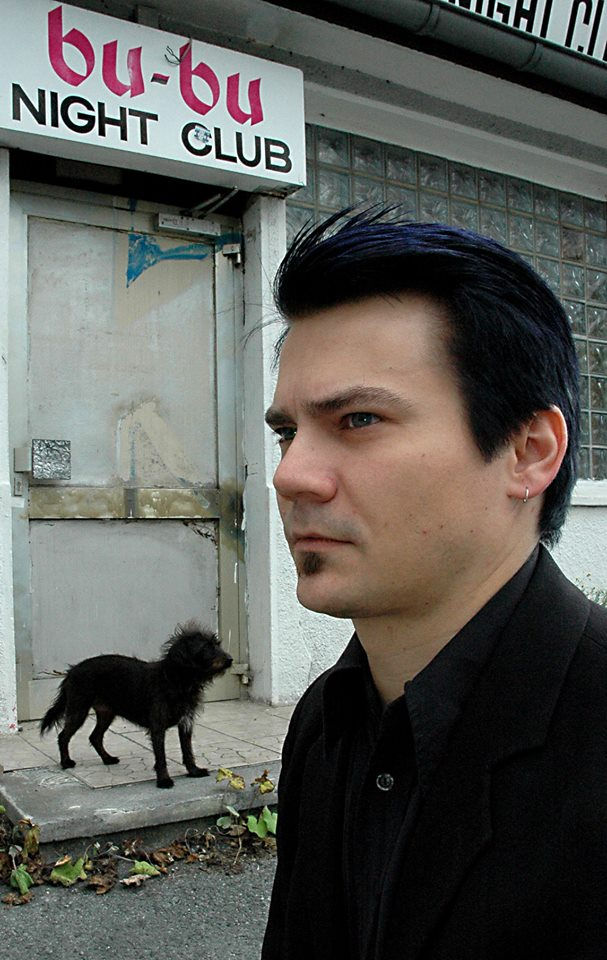
René Schiering

René Schiering (* 27. August 1977 in Gladbeck) ist ein deutscher Autor, Wissenschaftler und Musiker.

## Leben
Schiering wuchs in Gladbeck auf. Nachdem er auf der Realschule die Fachoberschulreife erreicht hatte, wechselte er auf das Heisenberg-Gymnasium, wo er 1996 sein Abitur machte. Bis August 1997 leistete er in einem Krankenhaus Zivildienst und zog dann nach Köln. Dort studierte er Allgemeine Sprachwissenschaft, englische Philologie und Philosophie und bekam nach Zwischenstationen in Kiel und Nijmegen im Sommer 2002 den Magistertitel verliehen. 2003 wechselte er zum Promotionsstudium im Fach Sprachwissenschaft an die Universität Konstanz. Nach einer Summa-cum-laude-Promotion 2006 forschte und lehrte er als Sprachwissenschaftler an der Universität Leipzig (2006–2007) und der Universität Münster (2008–2011).
Studienbegleitend arbeitete Schiering in diversen Berufszweigen, beispielsweise als Tischlereigehilfe im Ladenbau und als Grabungshelfer in der archäologischen Baugrundsanierung. In der Medienbranche sammelte er früh Erfahrungen in zahlreichen Projekten, unter anderem beim Jahrbuch Fernsehen, bei der Cologne Conference und im Ständigen Sekretariat des Deutschen Fernsehpreises. Seit Oktober 2011 arbeitet Schiering hauptberuflich als Drehbuchautor und Schriftsteller. Er schreibt unter anderem im Auftrag von RTL und Sat.1 fürs Fernsehen und veröffentlicht zudem Romane, Kurzgeschichten und Musikalben.

## Werk

### Sprachwissenschaft
Als Linguist hat Schiering eine sprachtypologische Ausbildung in Köln, Kiel und Nijmegen absolviert. Allgemein-sprachwissenschaftliche Fragestellungen bearbeitet er seit seiner Magisterarbeit (Klitisierung von Pronomina und Artikelformen. Eine empirische Untersuchung am Beispiel des Ruhrdeutschen, 2002) unter anderem an seiner Heimatvarietät, dem Ruhrdeutschen. Die grammatischen Auffälligkeiten der Varietät werden dabei nicht als Abweichungen vom Standarddeutschen („Fehler“) begriffen, sondern als Ausprägung eines eigenständigen grammatischen Systems erfasst.
Seit 2003 arbeitet er an einer ethnolinguistischen Dokumentation des Sprachgebrauchs in der pfälzischen Sprachinsel am Niederrhein. In seiner Dissertation (Cliticization and the Evolution of Morphology. A Cross-linguistic Study on Phonology in Grammaticalization, 2006) stellt er auf sprachvergleichender Datengrundlage einen Zusammenhang zwischen dem lautgestaltlichen Profil einer Sprache und den zu erwartenden Sprachwandelprozessen her. Neben der Dokumentation und Beschreibung deutscher Umgangssprachen und Dialekte stellt auch die phonologische Sprachtypologie und Universalienforschung einen seiner Forschungsschwerpunkte dar.
Des Weiteren erkundet Schiering Randgebiete der Linguistik und ihre Schnittmengen mit Disziplinen wie Ethnologie und Soziologie, zum Beispiel bei seiner Forschung zu den Schalker Fangesängen. Anhand einer detaillierten Analyse des Eröffnungsrituals bei Heimspielen des FC Schalke 04 (Regional Identity in Schalke Football Chants, 2008) zeigt er auf, wie die rituellen Praktiken der Fußballfans neben der Gewährleistung und Sicherung des Gruppenzusammenhalts auch die Verhandlung regionaler Identität erlauben.

#### Rezeption
Herrmann Beckfeld schreibt in seiner Rezension zu Ruhrpott-Köter vom September 2011 in den Ruhr Nachrichten: '„Allen, die manchmal noch etwas Scheu besitzen, sich zu unserer Heimat zu bekennen, werden bei einigen Szenen die Tränen der Rührung kommen. Weil einem nämlich so schön vor Augen geführt wird, dass derjenige, der einmal am Ruhrgebiet geschnuppert hat, nie mehr davon loskommt.“
Kira Schmidt beschreibt das Buch im Oktober 2011 in der WAZ Gladbeck als „eine Milieustudie des nördlichen Ruhrgebiets, deren Helden einfache Menschen sind. Mit pointiertem Witz und guter Beobachtungsgabe beschreibt René Schiering ein Stück Heimat, irgendwo zwischen Essen und der Arena der Königsblauen, zwischen Schlagerdisko und Bergmannskapelle.“
Britta Heidemann urteilt im November 2011 im überregionalen Kulturteil der WAZ: „sensationell schräg, absolut wirklichkeitsnah“, „rotzig und romantisch, geradeaus und schräg zugleich.“

### Musik
Neben dem Schreiben macht Schiering Musik. Seit Anfang der 1990er Jahre spielt er Punkrock im Ruhrgebiet; von 2002 bis 2008 bereiste er mit der Kölner Country-Formation The Little Opry Band das Rheinland. Ab 2007 war er Gitarrist und Sänger der Gladbecker Punkband Rockwohl Degowski. Das Album Ruhrpott-Köter erschien im April 2011 auf Hulk Räckorz/Edel Distribution.
2015 gründete er die Country-Band Ramblin' René & The Stetson Five; im Oktober 2016 erschien deren erstes Album bei Yellow Snake Records. Neben Schiering (Gitarre und Gesang) gehören zur Gruppe Harpo Calypso (Bass), Axel Borsch (Schlagzeug), Butch Delgado (Lapsteel und Gitarre) und Katrin Schiering (Geige und Gesang). Die Stücke sind bis auf einen Coversong Eigenkompositionen. Das Nachfolgealbum II mit dreizehn Eigenkompositionen erschien im Dezember 2020, ebenfalls bei Yellow Snakes Records.

## Veröffentlichungen

### Wissenschaftliche Publikationen (Auszug)
- Klitisierung von Pronomina und Artikelformen. Eine empirische Untersuchung am Beispiel des Ruhrdeutschen. 2002. (Arbeitspapier 44, Uni Köln (Memento vom 4. März 2016 im Internet Archive), PDF; 916 kB).

- Flektierte Präpositionen im Deutschen? Neue Evidenz aus dem Ruhrgebiet. In: Zeitschrift für Dialektologie und Linguistik. Band 72, 2005, S. 52–79.

- Cliticization and the Evolution of Morphology. A Cross-linguistic Study on Phonology in Grammaticalization. 2006. (kops.ub.uni-konstanz.de)

- mit Baris Kabak: The Phonology and Morphology of Function Word Contractions in German. In: Journal of Comparative Germanic Linguistics. Band 9, 2006, S. 53–99.

- The Phonological Basis of Linguistic Rhythm. Cross-linguistic Data and Diachronic Interpretation. In: Sprachtypologie und Universalienforschung. Band 60, 2007, S. 337–359.

- Die pfälzische Sprachinsel am Niederrhein. In: Jürgen Graven (Hrsg.): 175 Jahre Neulouisendorf 1832–2007. Pfälzerbund am Niederrhein e.V., Louisendorf 2007, S. 115–130.

- Regional Identity in Schalke Football Chants. In: Eva Lavric, Gerhard Pisek, Andrew Skinner, Wolfgang Stadler (Hrsg.): The Linguistics of Football. (= Language in Performance. 38). Gunter Narr, Tübingen 2008, S. 221–232.

- Reconsidering Erosion in Grammaticalization: Evidence from Cliticization. In: Katerina Stathi, Elke Gehweiler, Ekkehard König (Hrsg.): Grammaticalization: Current Views and Issues. (= Studies in Language Companion Series. 119). John Benjamins, Amsterdam/Philadelphia 2010, S. 73–100.
- mit Balthasar Bickel und Kristine A. Hildebrandt: The Prosodic Word is not Universal, but Emergent. In: Journal of Linguistics. Band 46, Nr. 3, 2010, S. 657–709.

- Bricolage und Ritualisierung: Zur Semiotik der Fan-Gesänge. In: Zeitschrift für Semiotik. Band 32, Nr. 3-4, 2011, S. 287–304. (Themenheft Fußball als Leitdiskurs herausgegeben von Alexander Ziem)
- mit Balthasar Bickel und Kristine A. Hildebrandt: Stress-timed = Word-based? Testing a Hypothesis in Prosodic Typology. In: Sprachtypologie und Universalienforschung. Band 65, Nr. 2, 2012, S. 157–168.
- Zur Entstehung von irregulärem Wortakzent: Morphologisierung im Türkischen. In: Andreas Bittner, Klaus-Michael Köpcke (Hrsg.): Regularität und Irregularität in Phonologie und Morphologie: Diachron, kontrastiv, typologisch. (= Lingua Historica Germanica. 13). de Gruyter, Berlin / Boston 2016, S. 101–114.

### Belletristik
- Ruhrpott-Köter. Woanders ist es schön, aber hier bin ich zu Haus. Fast ein Heimatroman. Verlag Henselowsky Boschmann, Bottrop 2011, ISBN 978-3-942094-15-3.

- Wotan. Kurzgeschichte. In: Julia Wilmsmann: Dem Mensch sein bester Kumpel – Geschichten rund um den Hund im Revier Verlag Henselowsky Boschmann, Bottrop 2012, ISBN 978-3-942094-27-6.

- Ruhrpott-Köter 2. Wie eine Taube, die man schickt, komm ich jedes Mal zurück. Fast ein Frauenroman. Verlag Henselowsky Boschmann, Bottrop 2013, ISBN 978-3-942094-38-2.
- Gladbeck – Autobiographie einer Hassliebe. In: Ruhrgebietchen – was deine Kinder an dir lieben und was nicht. Verlag Henselowsky Boschmann, Bottrop 2018, ISBN 978-3-942094-80-1.
- Was würde Schlingensief jetzt tun? In: Vorbilderbuch: Kleine Galerie der Menschlichkeit. Verlag Henselowsky Boschmann, Bottrop 2019, ISBN 978-3-942094-95-5.
- Gladbeck10 oder das Karstadt-Gebäude und ich. In: Leonard Föcher, Martin W. Schnell (Hrsg.): Lebensgeschichte ist Stadtgeschichte: Eine Anthologie mit Texten Gladbecker Bürger. ruhrstadt-verlag. Gladbeck 2019, ISBN 978-3-942094-95-5.
- Von Grenzen: Auf Papier und im Kopf. In: Atlantis rückwärts: Bundesland 17 (ehemals unser Ruhrgebiet). Verlag Henselowsky Boschmann, Bottrop 2020, ISBN 978-3-948566-03-6.
- Westwärts vom Schwarzen Meer nach Karnap. In: Wo Schweine pfeifen, Ziegen moppern und Tauben an das Gute glauben: Tiergeschichten aus dem Ruhrgebiet. Verlag Henselowsky Boschmann, Bottrop 2020, ISBN 978-3-948566-02-9.
- Einmal wie immer. Ein Ruhrpott-Köter geht nicht fremd. Verlag Henselowsky Boschmann, Bottrop 2021, ISBN 978-3-948566-09-8.

### Künstlerbiografien
- Heute doof und morgen doof und übermorgen wieder. Die Geschichte der Abstürzenden Brieftauben. RoBiDo Verlag, Hannover 2021, ISBN 978-3-946519-01-0.
- Cindy Alter: No Substitute. Die unglaubliche Überlebensreise einer Frau durch Weltruhm, Missbrauch und Krankheit. [Deutsche Übersetzung.] RoBiDo Verlag, Hannover 2025, ISBN 978-3-946519-15-7.

### Alben
- Rockwohl Degowski: Ruhrpott-Köter. Hulk Räckorz/Edel Distribution 2011, DNB 1017709653.
- Ramblin' René & The Stetson Five: Ramblin' René & The Stetson Five. Yellow Snake Records/Timezone Distribution 2016, OCLC 964392669.
- Ramblin' René & The Stetson Five: II. Yellow Snake Records/Timezone Distribution 2020.

## Preise und Auszeichnungen
Für seine Dissertation Cliticization and the Evolution of Morphology. A Cross-linguistic Study on Phonology in Grammaticalization wurde Schiering im Juni 2007 mit dem Preis der Stadt Konstanz zur Förderung des wissenschaftlichen Nachwuchses an der Universität Konstanz ausgezeichnet. Die Arbeit war außerdem im August 2007 in der engeren Auswahl für den Joseph Greenberg Award der Association for Linguistic Typology.